# Seog-Jeong Lee
Seog-Jeong Lee (Seül, 1955) és una arquitecta sud-coreana.
Lee va estudiar Enginyeria Arquitectònica a la Universitat de Hanyang (diplomada en 1979, màster en 1981) i Disseny Urbà a la Universitat de Stuttgart (1982-1988), on es va doctorar en 1995. En la seva activitat acadèmica, ha estat professora de Hanyang, Stuttgart i a la Universitat Nacional de Seül.
La seva carrera professional s'ha dedicat principalment a la planificació urbana. Així en 1997 va dissenyar la revitalització de la Banhofstraßi en Esslingen-am-Neckar, en 2004 va redactar les normes bàsiques de construcció de la ciutat nova de Lijiang, en 2009 va participar en la reconversió de la zona industrial de Dudelange, i també a desenvolupat projectes en Gangseo (Seül, 2009), Hof (2009), Kaohsiung (2011) i Taif (2013).